# I Close My Eyes
«I Close My Eyes» es una balada pop de la cantante alemana Sandra. Fue publicada por Virgin Records como el tercer y último sencillo de su séptimo álbum de estudio The Wheel of Time el 11 de noviembre de 2002. La canción fue compuesta por Andy Jonas con ayuda de Michael Cretu en la letra. Jonas ya había acompañado a Sandra en las voces masculinas de su quinto y sexto álbum bajo el nombre alternativo de Andy «Angel» Hard.
«I Close My Eyes» fue producido por Michael Cretu y Jens Gad. La canción apenas tuvo éxito y sólo alcanzó el número 93 en las listas musicales de Alemania.
El sencillo fue el vigésimo séptimo en publicarse en la carrera musical de Sandra desde 1985. Contenía, además, otras dos canciones provenientes de su álbum The Wheel of Time, aparte del vídeo musical para el tema «Forever», que se había publicado como sencillo un año antes en 2001. Para el sencillo de «I Close My Eyes», Peter Ries hizo una remezcla chill out de la canción «Forgive Me».

## Sencillo
- CD maxi sencillo

1. «I Close My Eyes» - 4:08
2. «Forgive Me» (Chill Out Radio Edit) - 4:18
3. «The Wheel of Time» - 4:09
4. «Forever» (Video) - 3:44

## Posición
| País (2002) | Puesto alcanzado |
| ----------- | ---------------- |
| Alemania    | 93               |